# Campionati europei di pugilato dilettanti femminili 2011
I Campionati europei di pugilato dilettanti femminili 2011 si sono tenuti a Rotterdam, Paesi Bassi, dal 16 al 23 ottobre 2011. È stata l'8ª edizione della competizione organizzata dall'organismo di governo europeo del pugilato dilettantistico, EUBC.

## Calendario
La tabella sottostante riporta il calendario delle competizioni.
| Ottobre | 16 | 17 | 18 | 19 | 20 | 21 | 22 | 23 |
| ------- | -- | -- | -- | -- | -- | -- | -- | -- |
|         | A  |    |    |    |    | SF | F  | P  |

|  | Arrivo/Partenza delegazioni |  | Preliminari, semifinali |  | FINALI |

Il 20 ottobre è stato osservato un giorno di riposo.

## Podi
| Specialità                 | Oro                | Argento          | Bronzo                             |
| Pesi mosca leggeri (kg 48) | Svetlana Gnevanova | Lynsey Holdaway  | Natalia Knyaz Steluta Duta         |
| Pesi mosca (kg 51)         | Nicola Adams       | Sarah Ourahmoune | Karolina Michalczuk Stojka Petrova |
| Pesi gallo (kg 54)         | Elena Savel'eva    | Sandra Drabik    | Ivanna Krupenia Ayse Tas           |
| Pesi piuma (kg 57)         | Nataliia Biriuk    | Lisa Whiteside   | Viktoria Gurkovich Nagehan Gul     |
| Pesi leggeri (kg 60)       | Katie Taylor       | Sofiјa Ochigava  | Denitsa Eliseyeva Helena Falk      |
| Pesi superleggeri (kg 64)  | Gulsum Tatar       | Armine Sinabian  | Natasha Jonas Martina Schmoranzova |
| Pesi welter (kg 69)        | Marichelle de Jong | Mariia Badulina  | Lauren Price Katarzyna Furmaniak   |
| Pesi medi (kg 75)          | Nadezhda Torlopova | Nouchka Fontijn  | Savannah Marshall Liliya Durnyeva  |
| Pesi mediomassimi (kg 81)  | Svetlana Kosova    | Sylwia Kusiak    | Inna Shevchenko Timea Nagy         |
| Pesi massimi (kg 81 +)     | Semsi Yarali       | Irina Sineckaja  | Danijela Vernic Katerina Shambir   |

## Medagliere
Nazione ospitante 
| Posiz. | Nazione     | Oro | Argento | Bronzo | Totale |
| ------ | ----------- | --- | ------- | ------ | ------ |
| 1      | Russia      | 4   | 2       | 1      | 7      |
| 2      | Turchia     | 2   | 0       | 2      | 4      |
| 3      | Ucraina     | 1   | 1       | 5      | 7      |
| 4      | Inghilterra | 1   | 1       | 2      | 4      |
| 5      | Paesi Bassi | 1   | 1       | 0      | 2      |
| 6      | Irlanda     | 1   | 0       | 0      | 1      |
| 7      | Polonia     | 0   | 2       | 2      | 4      |
| 8      | Galles      | 0   | 1       | 1      | 2      |
| 9      | Armenia     | 0   | 1       | 0      | 1      |
| 9      | Francia     | 0   | 1       | 0      | 1      |
| 11     | Bulgaria    | 0   | 0       | 2      | 2      |
| 12     | Croazia     | 0   | 0       | 1      | 1      |
| 12     | Ungheria    | 0   | 0       | 1      | 1      |
| 12     | Rep. Ceca   | 0   | 0       | 1      | 1      |
| 12     | Romania     | 0   | 0       | 1      | 1      |
| 12     | Svezia      | 0   | 0       | 1      | 1      |
|        | Totale      | 10  | 10      | 20     | 40     |